# PSA DW10
Silnik DW10 2.0 to pierwszy silnik koncernu PSA z wtryskiem common rail – nazwa handlowa HDi. Cylinder ma średnicę 85 mm (3,3 cala) i skok 88 mm (3,5 cala), całkowita pojemność skokowa wynosi 1997 cm³. Silnik ten zastąpił jednostkę XUD9 w 1999 roku. Początkowo charakteryzował się mocą 90 KM (66 kW) dwoma zaworami na cylinder bez intercoolera z turbo. Intercooler został dodany później, zwiększając moc do 107 KM (79 kW).
Początkowo dostępny w średniej wielkości modeli, takich jak Citroën Xsara, Xantia, Peugeot 306 oraz 406, szybko zaczęto montować go w innych, dostawczych pojazdach PSA, natomiast wersja 16-zaworowa z 109 KM (80 kW) była montowana w dużych minivanach zbudowanych we współpracy z Fiatem. Z kolei Suzuki zakupiło te silniki, wykorzystując je w europejskim modelu Vitara i Grand Vitara.
DW10 został wykorzystany jako podstawa dla nowej rodziny silników wysokoprężnych opracowanych wspólnie z Fordem, wykorzystywanych w Focusie C-Max i Mazdzie 5 oraz samochodach koncernu PSA.
Silnik DOHC 16-zaworowy został wyposażony w system common rail drugiej generacji i turbosprężarkę o zmiennej geometrii, podnosząc moc do 136 KM (100kW). Silnik współpracuje z sześciobiegową manualną skrzynią biegów lub sześciobiegową automatyczną skrzynią biegów (od lata 2006).
| Model      | Moc             | Zasilanie                            |
| ---------- | --------------- | ------------------------------------ |
| DW10 ATED  | 107 KM (79 kW)  | common rail turbo-Diesel katalizator |
| DW10 TD    | 90 KM (66 kW)   | common rail turbo-Diesel katalizator |
| DW10 BTED4 | 136 KM (100 kW) | common rail turbo-Diesel 16 zaworów  |